# Alternanthera axillaris
Alternanthera axillaris är en amarantväxtart som först beskrevs av Carl Ludwig von Willdenow, och fick sitt nu gällande namn av Dc. Alternanthera axillaris ingår i släktet alternanter, och familjen amarantväxter. Inga underarter finns listade i Catalogue of Life.